# Ніконоров Сергій Вікторович
Сергій Вікторович Ніконоров (4 жовтня 1965, Електросталь, Московська область, СРСР) — радянський і російський хокеїст, нападник. Чемпіон Європи серед юніорів.

## Біографічні відомості
Хокеєм почав займатися з 10 років у тренера Юрія Парамошкіна. 1981 року команда з Електросталі посіла четверте місце з восьми учасників на турнірі в Прокоп'євську Кемеровської області, а ланка Сергій Ніконоров — Володимир Шацьких — Олександр Іванов стала найрезультативнішою і отримала запрошення від Віталія Єрфілова до юніорської збірної Радянського Союзу. Андрій Вахрушев розповідав, що на зборах у Рибінську його партнерами були Іванов і Ніконоров. З часом у збірній лишився єдиним представником підмосковного клуба. Під керівництвом Євгена Зиміна радянські юніори здобули п'ять перемог у п'яти матчах на чемпіонаті Європи 1983 року і повернули собі звання найсильніших на континенті. Згідно статистичних сайтів — брав участь у всіх іграх, але сам пригадував, що поїхав на турнір резервістом і виходив на лід у двох. Лідером того складу був «армієць» Ігор Вязмикін, який став найкращим нападником і найкращим бомбардиром турніру (9 закинутих шайб). З українського «Сокола» грали Анатолій Найда і Андрій Коршунов.
У сезоні 1982/1983 виступав за основний склад «Кристала». відзначився 11 закинутими шайбами у другій лізі. Влітку перейшов до московського «Динамо». Грав за молодіжну команду, яка того сезону стала найсильнішою в країні. А у фінальному турнірі Сергій Ніконоров участі не брав тому, що був переведений Ігорем Тузиком до основи. У вищій лізі дебютував 1 грудня 1983 проти команди ленінградських «армійців» (поразка 6:9). Всього у першості виходив на лід у дев'яти іграх, грав під номером «27». Його партнерами по ланці були Юрій Леонов, Володимир Зубрильчев і Микола Борщевський. У декілької ігрових епізодах вдалося пограти з дворазовим олімпійським чемпіоном Олександром Мальцевим. На спортивній базі мешкав в одній кімнаті з Володимиром Голіковим і Василем Первухіним.
У міжсезоння замість Тузика команду очолив Юрій Мойсеєв і відправив групу молодих хокеїстів до харківського «Динамо», набиратися досвіду у першій лізі (Вадима Благодатських, Ігоря Павлова, Олексія Амеліна, Ігоря Комісарова, Анатолія Салімджанов, Андрія Віттенберга і Сергій Ніконоров). Змагання у другому дивізіоні харків'яни завершили на третій позиції і вперше взяли участь у перехідному турнірі з клубами вищої ліги. Для підсилення складу у цьому змаганні з Москви приїхали Андрій Вахрушев і Ігор Акулінін. Серед молодого поповнення клубу став другим за результативністю — 11 голів і 4 результативні передачі (кращий результат у Вадима Благодатських — 12 голів і 5 передач). Наступного сезону відбулася реорганізація першої ліги, на першому етапі «динамівці» стали переможцями західної зони, але в перехідному турнірі участі вже не брав. У Ніконорова завершилася дворічна військова служба і він повернувся до Електросталі.
Тринадцять сезонів був гравцем першої ланки нападу, партнерами були Олександр Іванов і Володимир Леонов. 1991 року Іванов перейшов до Тольятті, де став дворазовим переможцем МХЛ, а його наступником став Андрій Сидляров. Запрошували і Ніконорова до клубів вищої ліги, зокрема в «Торпедо» (Ярославль), «Ладу» (Тольятті) і СК ім. Урицького (Казань). 1994 року «Кристал» повернувся до елітного дивізіону. За чотири сезони в Міжнаціцональній хокейній лізі і російській суперлізі провів 137 матчів (33+42). Ігрову кар'єру завершив у 1998 році, за цей час провів понад 750 лігових матчів і закинув 304 шайби. Надалі працював на машинобудівному заводі. Станом на 30 жовтня 2015 — пенсіонер.

## Досягнення
- Чемпіон Європи серед юніорів (1): 1983

## Статистика
| Сезон                | Клуб                       | Ліга                 | Регулярний сезон | Регулярний сезон | Регулярний сезон | Регулярний сезон | Регулярний сезон | Плей-оф | Плей-оф | Плей-оф | Плей-оф | Плей-оф |
| Сезон                | Клуб                       | Ліга                 | І                | Г                | П                | О                | ШХ               | І       | Г       | П       | О       | ШХ      |
| -------------------- | -------------------------- | -------------------- | ---------------- | ---------------- | ---------------- | ---------------- | ---------------- | ------- | ------- | ------- | ------- | ------- |
| 1982-83              | «Кристал» (Електросталь)   | СРСР-3               |                  | 11               |                  |                  |                  |         |         |         |         |         |
| 1983-84              | «Динамо» (Москва)          | СРСР                 | 9                | 0                | 1                | 1                | 2                |         |         |         |         |         |
| 1984-85              | «Динамо» (Харків)          | СРСР-2               | 46               | 7                | 5                | 12               | 10               |         |         |         |         |         |
| 1985-86              | «Динамо» (Харків)          | СРСР-2               | 17               | 3                | 5                | 8                | 2                |         |         |         |         |         |
|                      | «Кристал» (Електросталь)   | СРСР-2               | 35               | 8                | 12               | 20               | 21               |         |         |         |         |         |
| 1986-87              | «Кристал» (Електросталь)   | СРСР-2               | 72               | 37               | 23               | 60               | 38               |         |         |         |         |         |
| 1987-88              | «Кристал» (Електросталь)   | СРСР-2               | 62               | 39               | 23               | 62               | 22               |         |         |         |         |         |
| 1988-89              | «Кристал» (Електросталь)   | СРСР-2               | 67               | 39               | 27               | 66               | 16               |         |         |         |         |         |
| 1989-90              | «Кристал» (Електросталь)   | СРСР-2               | 66               | 26               | 26               | 52               | 16               |         |         |         |         |         |
| 1990-91              | «Кристал» (Електросталь)   | СРСР-2               | 62               | 29               | 23               | 52               | 18               |         |         |         |         |         |
| 1991-92              | «Кристал» (Електросталь)   | СРСР-2               | 74               | 30               | 20               | 50               | 22               |         |         |         |         |         |
| Всього у вищій лізі  | Всього у вищій лізі        | Всього у вищій лізі  | 9                | 0                | 1                | 1                | 2                |         |         |         |         |         |
| Всього в першій лізі | Всього в першій лізі       | Всього в першій лізі | 501              | 218              | 164              | 382              | 165              |         |         |         |         |         |
| 1992-93              | «Кристал» (Електросталь)   | Росія-2              | 48               | 22               | 22               | 44               | 10               |         |         |         |         |         |
| 1993-94              | «Кристал» (Електросталь)   | Росія-2              | 16               | 7                | 9                | 16               | 4                |         |         |         |         |         |
|                      | «Керамік» (Електроуглі)    | Росія-4              | 0                | 0                | 0                | 0                | 0                | 5       | 5       | 3       | 8       | 0       |
| 1994-95              | «Кристал» (Електросталь)   | МХЛ                  | 51               | 15               | 11               | 26               | 4                |         |         |         |         |         |
|                      | «Керамік» (Електроуглі)    | Росія-2              | 1                | 1                | 1                | 2                | 0                |         |         |         |         |         |
| 1995-96              | «Кристал» (Електросталь)   | МХЛ                  | 40               | 10               | 18               | 28               | 6                | 2       | 0       | 0       | 0       | 0       |
|                      | «Кристал-2» (Електросталь) | Росія-2              | 2                | 1                | 0                | 1                | 0                |         |         |         |         |         |
| 1996-97              | «Кристал» (Електросталь)   | Росія                | 22               | 4                | 4                | 8                | 0                | 27      | 6       | 10      | 16      | 4       |
| 1997-98              | «Кристал» (Електросталь)   | Росія                | 24               | 4                | 9                | 13               | 2                | 10      | 0       | 2       | 2       | 0       |